# Lynge (Zelandia)
Lynge – miasto w Danii, w regionie Zelandia, w gminie Sorø.